# Hajdúböszörmény
Hajdúböszörmény (în română Sântgheorghe sau Beșermeni) este un oraș în districtul Hajdúböszörmény, județul Hajdú-Bihar, Ungaria, având o populație de 31.685 de locuitori (2011). 

## Demografie
Componența etnică a orașului Hajdúböszörmény
     Maghiari (96,58%)
     Romi (2,49%)
     Necunoscut (0,42%)
     Alții (0,51%)
Componența confesională a orașului Hajdúböszörmény
     Fără religie (35,27%)
     Reformați (26,87%)
     Greco-catolici (4,48%)
     Romano-catolici (4,05%)
     Atei (1,34%)
     Necunoscută (27,92%)
     Alte religii (2,36%)
Conform recensământului din 2011, orașul Hajdúböszörmény avea 31.685 de locuitori. Din punct de vedere etnic, majoritatea locuitorilor (96,58%) erau maghiari, cu o minoritate de romi (2,49%). Apartenența etnică nu este cunoscută în cazul a 0,42% din locuitori. Nu există o religie majoritară, locuitorii fiind persoane fără religie (35,27%), reformați (26,87%), greco-catolici (4,48%), romano-catolici (4,05%) și atei (1,34%). Pentru 27,92% din locuitori nu este cunoscută apartenența confesională.